# Almogía
Almogía er en by og kommune i det sydlige Spanien i provinsen Málaga. Den har et indbyggertal på 4.132 (2024) indbyggere.